# Bubalus bubalis carabanesis
El carabao, kalabaw en tagalo, búfalo de agua filipino o búfalo de pantano (Bubalus bubalis carabanesis) es una subespecie doméstica del búfalo asiático o búfalo de agua (Bubalus bubalis). Animal típico de Filipinas, es el animal símbolo del país y también (de manera no oficial) de Guam, isla donde estos animales fueron llevados en el siglo XVII desde las Filipinas españolas. En Malasia, los carabaos (conocidos como kerbau en malayo) son el animal oficial del estado de Negeri Sembilan.
Han adquirido un gran significado cultural para el pueblo chamorro. Su origen procede de Indochina, y fue importado a las Filipinas e Indonesia por los invasores malayos cerca del 200 a. C. Se cría especialmente para carne, leche, transporte y trabajos en el campo.

## Etimología
La palabra en español carabao deriva del bisayo (probablemente waray) karabàw.. Cognados son el cebuano kábaw, el javanés kebo, el malayo kerbau y el neerlandés indonesio karbouw. La hembra se llama en español caraballa.
Los carabaos también se conocen en tagalo como anwang (dialectal) y kalabáw (derivado del español). Antes de la era española en Filipinas (1565–1898), los carabaos eran más conocidos como nuang entre los ilocanos del norte de Luzón, y como anowang o damulag entre los grupos étnicos del sur y centro de Luzón.

## Características

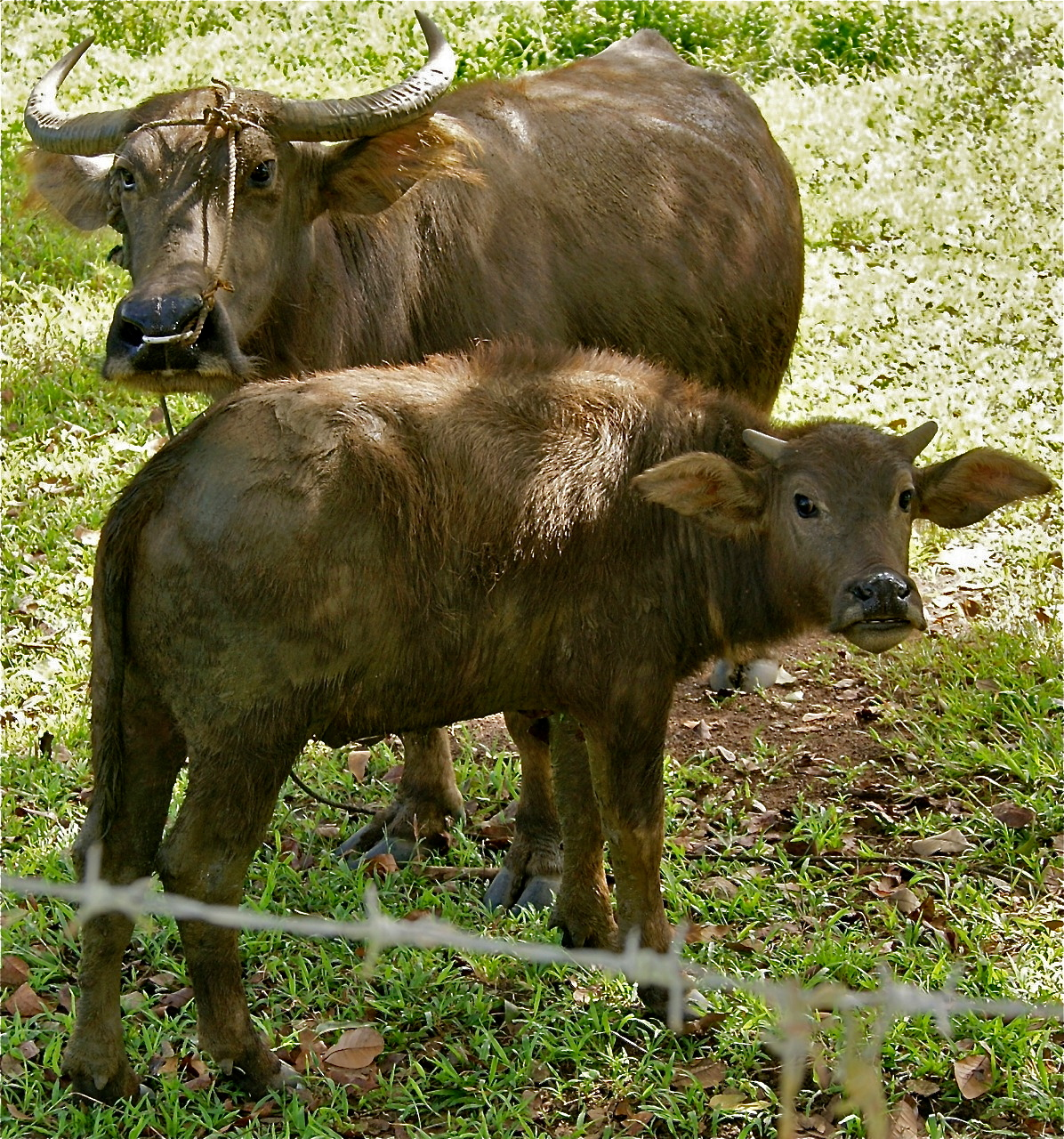
Carabao y ternero en Filipinas.

Los carabaos tienen la constitución baja, ancha y pesada de los animales de carga. Su color varía del gris claro al gris pizarra. Machos y hembras tienen cuernos en forma de hoz o curvados hacia atrás, hacia el cuello. Los chevrones (patrones en V) son frecuentes en su pelaje. Hay albinoides en una proporción aproximada del 3 % de la población de búfalos. Los carabaos machos maduros pesan 420-500 kg, y las hembras 400-425 kg. La altura a la cruz de los machos oscila entre 127 y 137 cm, y la de las hembras entre 124 y 129 cm.
Búfalos de agua importados a Filipinas desde Camboya a principios del siglo XX son llamados «carabaos camboyanos». Tienen el pelaje blanco o amarillento sobre una piel rosácea, pero los ojos, las pezuñas y la boca son oscuros, y la piel puede estar moteada. Son ligeramente más grandes y tienen cuernos más grandes. Los machos pesan una media de 673 kg y miden 141 cm a la cruz.
Los búfalos de agua están bien adaptados a los climas cálidos y húmedos. La disponibilidad de agua es de gran importancia en los climas cálidos, ya que necesitan lodazales, ríos o salpicaduras de agua para reducir su carga de calor y estrés térmico, en tanto carecen de glándulas sudoríparas. Los búfalos de pantano prefieren revolcarse en lodazales que hacen con los cuernos. Su objetivo es adquirir una gruesa capa de barro. Se alimentan de muchas plantas acuáticas y en época de inundaciones pastan sumergidos, levantando la cabeza por encima del agua y transportando cantidades de plantas comestibles. Comen caña, espadaña, juncias, jacintos de agua y juncos. Forrajes verdes se utilizan mucho para la producción intensiva de leche y para el engorde. Muchos forrajes se conservan en forma de heno, paja o pulpa. Ensayos realizados en Filipinas demostraron que los carabaos, con forrajes bastos de mala calidad, tienen un índice de conversión alimenticia mejor que el del ganado vacuno.
El carabao se refresca tumbándose en una charca o en el barro durante el calor del día. El barro que cubre su cuerpo también le protege de molestos insectos. Se alimenta sobre todo por la mañana y por la noche. Vive entre 18 y 20 años. La hembra puede tener una cría al año.